# Landesgrenzsteine Lippe

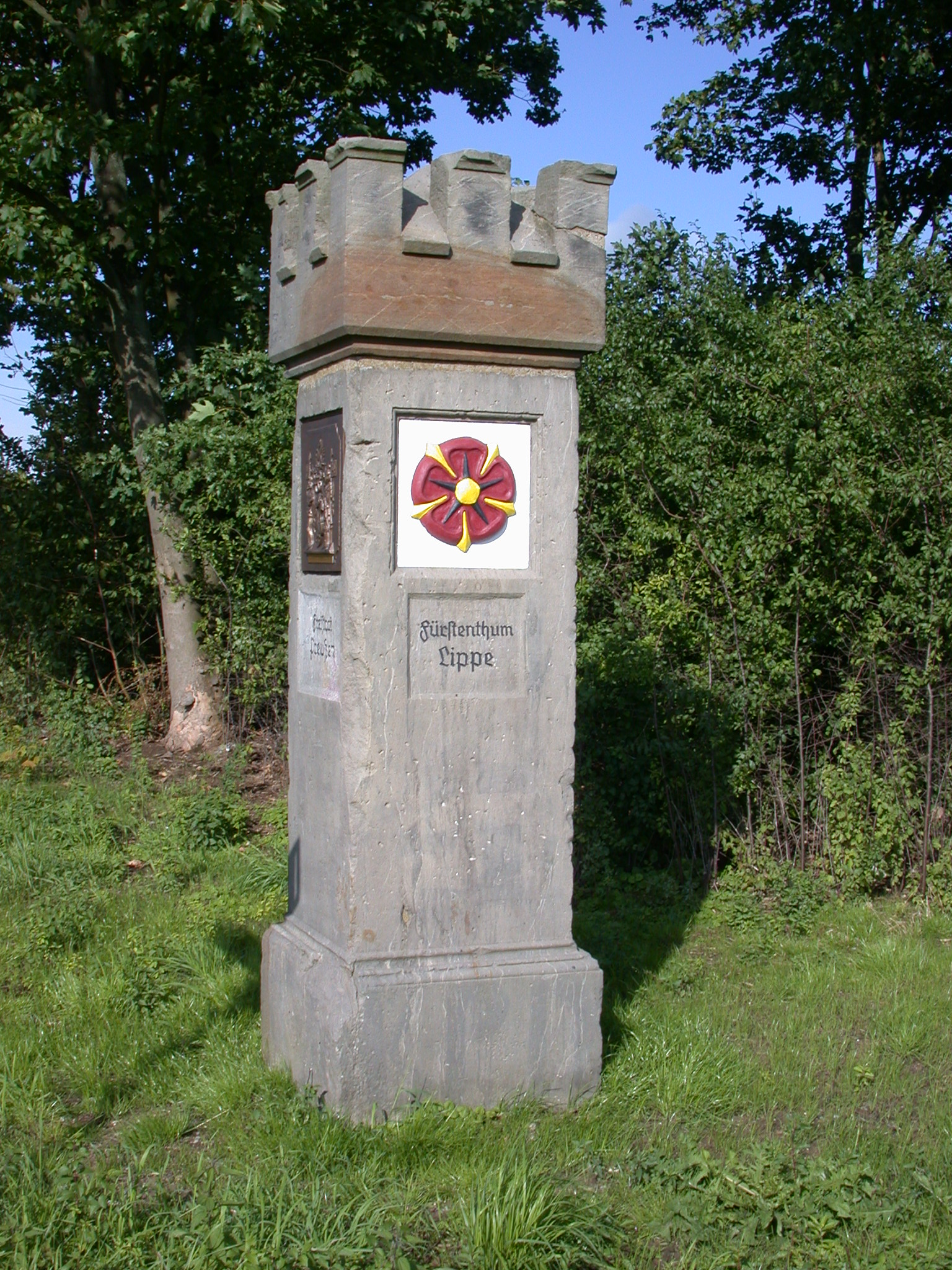
Grenzstein bei Pehlen

Als Landesgrenzsteine Lippe werden die noch vorhandenen, historischen und zum Teil unter Denkmalschutz stehenden, ehemaligen Grenzsteine zwischen der Grafschaft Lippe (ab 1789 Fürstentum Lippe) und – im  Westen im Uhrzeigersinn beginnend – der Grafschaft Ravensberg (seit 1614/1647 zu Preußen), dem Bistum Minden (1648 zu Preußen), der Grafschaft Schaumburg (1647 zur Landgrafschaft Hessen-Kassel), dem Herzogtum Braunschweig (später Hannover), der Grafschaft Pyrmont (1625 zu Waldeck), dem Hochstift Paderborn und der Abtei Corvey (1803 zu Preußen) sowie an einem Punkt der Grafschaft Rietberg (1815 zu Preußen) bezeichnet.

## Geschichte
Grenzbegehungen waren wegen der immer wieder auftretenden Streitigkeiten und zur Kontrolle der Grenzsteine seit alters her notwendig. Die älteste bekannte lippische Begehung, auch Schnatgang genannt, fand 1491 südlich von Lipperreihe, am Vierländereck Lippe–Paderborn–Ravensberg–Rietberg statt. Grenzverträge zwischen Graf Simon V. und Herzog Johann von Jülich-Kleve-Berg liegen für den Salzufler Wald im Ravensberger Land von 1536 sowie von 1658 für die lippisch-paderbornische Grenze im Raum südlich von Horn vor. Ebenso gibt es Protokolle über Grenzbegehungen im 17. und 18. Jahrhundert.

## Wappen
Folgende Wappen (Auswahl) sind auf den Grenzsteinen verwendet worden:

Lippische Rose vier- und fünfblättrig
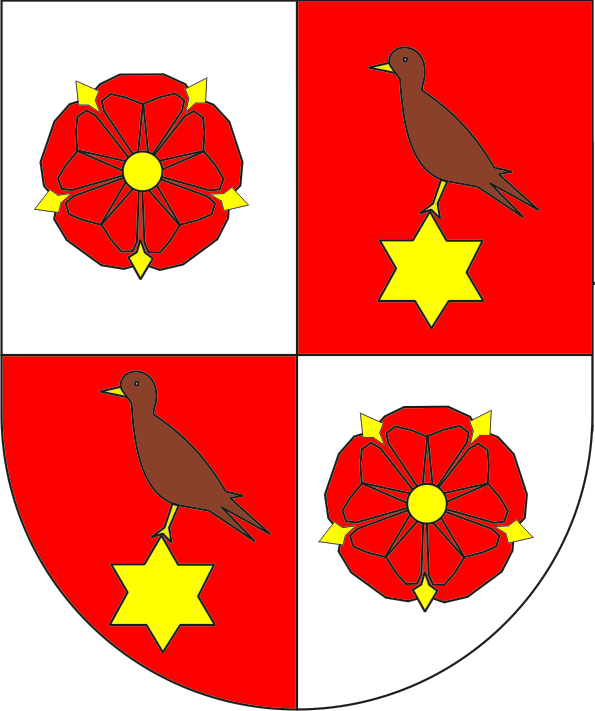
Lippe-Schwalenberg
Hochstift Paderborn
Preußischer Adler
Grafschaft Pyrmont
Ravensberger Sparren

## Liste der Grenzsteine
- Landesgrenzsteine Lippe (Bad Salzuflen), rund 50 Steine zwischen Bad Salzuflen, Herford und Vlotho

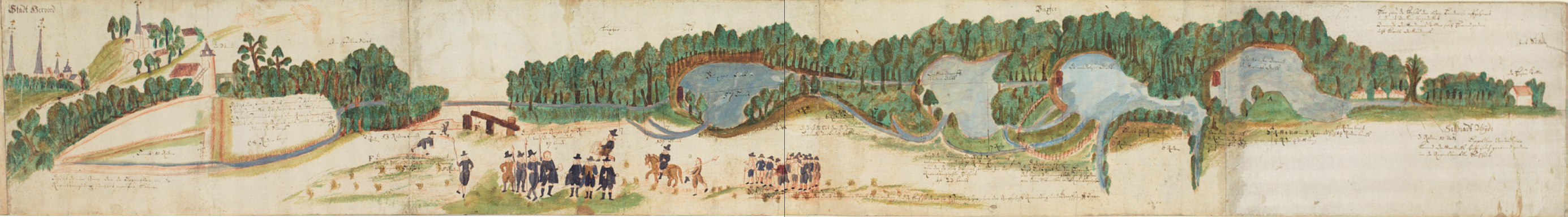
1600: Grenzziehung zwischen der Grafschaft Ravensberg und dem Fürstentum Lippe beim Büxter Teich.
Die Grenzbegehung zeigt von links nach rechts in Nord-Süd-Richtung Landmesser mit Maßketten, den Zeichner mit seinen Utensilien, bewaffnete, zum Teil berittene Herforder Ratsherren mit Schriftstücken, fünf Spießträger als Schutzwachen und rechts davon – in respektvoller Entfernung – eine Reihe ortskundiger Bauern, die über den Grenzverlauf befragt werden sollten. – Für die Landesgrenze, die Lippe (Amt Schötmar) im Osten (oben) von Ravensberg im Westen (unten) trennt, steht der abschließbare Schlagbaum auf ravensbergischer Hoheit. Ebenso erstreckt sich in einer gewissen Länge ein neu ausgehobener Grenzgraben.

- Landesgrenzsteine Lippe (Horn-Bad Meinberg)
- Landesgrenzsteine Lippe (Lügde)